# Ana do Vale Lázaro
Ana do Vale Lázaro (Lisboa, 1982) es una escritora, dramaturga, directora de escena y actriz portuguesa.

## Trayectoria
Lázaro se graduó en la Escuela Superior de Teatro y Cine de Lisboa. Trabajó como actriz en la compañía de teatro portuguesa Artistas Unidos, en Te-ato - Leiria, el Teatro do Biombo, el Teatro do Tram, el Teatro Nacional Doña María II, el Teatro Tivoli, el Teatro da Comuna, el Teatro Villaret y el Teatro do Campo Alegre. También participó en las series de televisión 5 Para un Meia-Noite, de RTP2, y Liberdade 21, de RTP1. En 2011 cofundó el grupo artístico Dobrar con Hugo C. Franco.
Como escritora, Lázaro publicó las obras Coração de Palmo e Meio, Pescadores de nuvens, O Estranho Apetite de Belemundo y A Dança das Raias Voadoras / Requests ou Permissão Para Respirar (teatro).

## Reconocimientos
Por su labor teatral, Lázaro recibió la beca de apoyo a nuevos directores de la Fundación Calouste Gulbenkian con la obra de teatro Por um Dia Claro y la beca Gruntdvig de la Comisión Europea.
Como escritora, fue reconocida en 2013 con el Prémio Literário Internacional Sea of Words de la Fundação Anna Lindh. Un año después, Lázaro obtuvo el Prémio Novo Talento FNAC Literatura por Coração de Palmo e Meio. Además, en 2017 fue la ganadora del Prémio Literário Maria Rosa Colaço, de literatura infantil, por Pescadores de nuvens.